# Гниле (Острогозький район)
Гниле (рос. Гнилое) — село у Острогозькому районі Воронезької області Російської Федерації.
Населення становить 1028 осіб. Входить до складу муніципального утворення Гниловське сільське поселення.

## Історія
Населений пункт розташований у межах суцільної української етнічної території, частини Східної Слобожанщини. До Перших визвольних змагань належав до Воронезької губернії.
Згідно із законом від 15 жовтня 2004 року входить до складу муніципального утворення Гниловське сільське поселення.

## Населення
| 2000 | 2005 | 2010  |
| ---- | ---- | ----- |
| 912  | ↗973 | ↗1028 |

## Уродженці
- Величко Тетяна Савеліївна (1916—1991) — передовик сільськогосподарського виробництва, доярка. Герой Соціалістичної Праці.